# آنا وویتون
آنا وویتون (لهستانی: Anna Wojton؛ زادهٔ ۵ اوت ۱۹۶۰) بازیگر اهل لهستان است.
از فیلم‌ها یا مجموعه‌های تلویزیونی که وی در آن‌ها نقش داشته است، می‌توان به ما همه مسیح هستیم، رنگ‌های خوشبختی، پزشکان، مزرعه، خودِ زندگی، در خوشی و سختی، طایفه،  تنها عشق، خبرچینان، عشق اول، ع چون عشق و در خیابان سپولنی اشاره نمود.